# فرانشيسكو رامبيا
فرانشيسكو رامبيا (بالإيطالية: Francesco Rampi)‏ (20 يناير 1991 بفولينيو في إيطاليا - ) هو لاعب كرة قدم إيطالي في مركز الوسط. لعب مع نادي بيروجيا ونادي ريجيانا 1919 ونادي ليفورنو ونادي مونزا وASD Città di Foligno 1928 ‏ وCastel Rigone Calcio ‏.

## وصلات خارجية
- فرانشيسكو رامبيا على موقع قاعدة بيانات كرة القدم.إي يو (الإنجليزية)
- فرانشيسكو رامبيا على موقع Soccerway.com (الإنجليزية)